# Schdanki (Kaliningrad)
Schdanki (russisch Жданки, deutsch Tilszenehlen, 1936 bis 1938 Tilschenehlen, 1938 bis 1946 Quellgründen, auch: Pellehnen, 1938 bis 1946 Dreidorf (Ostpr.), litauisch Tilženėliai, auch: Pelėnai) ist ein Ort in der russischen Oblast Kaliningrad. Er gehört zur kommunalen Selbstverwaltungseinheit Stadtkreis Neman im Rajon Neman.

## Geographische Lage
Schdanki liegt neun Kilometer von der Kreisstadt Neman (Ragnit) entfernt an der Regionalstraße 27K-033 (ex A198). Die nächste Bahnstation war das nördlich gelegene Krasnoje Selo (Klapaten/Angerwiese) an der nicht mehr für Personenverkehr betriebenen Bahnstrecke Tilsit–Stallupönen (russisch: Sowetsk–Nesterow).

## Geschichte

### Tilszenehlen/Tilschenehlen (Quellgründen)
Das nach 1736 Tilsenehlen genannte kleine Dorf bestand vor 1945 aus verstreuten kleinen Höfen und Gehöften. Im Jahre 1874 wurde das Dorf in den neu errichteten Amtsbezirk Pucknen (russisch: Luganskoje, nicht mehr existent) eingegliedert, der bis 1922 zum Kreis Ragnit, danach bis 1945 zum Landkreis Tilsit-Ragnit im Regierungsbezirk Gumbinnen der preußischen Provinz Ostpreußen gehörte.
Im Jahre 1910 zählte Tilszenehlen 145 Einwohner, 1933 waren es noch 128 und 1939 nur noch 98. 
Am 3. Juni – amtlich bestätigt am 16. Juli – des Jahres 1938 wurde das seit 1936 so genannte „Tilschenehlen“ aus politisch-ideologischen Gründen der Vermeidung fremdländisch klingender Ortsnamen in „Quellgründen“ umbenannt. Im Jahre 1945 wurde der Ort in Kriegsfolge mit dem nördlichen Ostpreußen der Sowjetunion zugeordnet.

### Pellehnen (Dreidorf)
Das ursprünglich zum Kreis Ragnit gehörende Dorf Pellehnen wurde vor 1945 aus einigen wenigen großen Höfen gebildet. Zwischen 1874 und 1945 war das Dorf Teil des Amtsbezirks Titschken, der ab 1922 zum Landkreis Tilsit-Ragnit im Regierungsbezirk Gumbinnen der preußischen Provinz Ostpreußen gehörte.
In Pellehnen lebten im Jahre 1910 91 Menschen. Ihre Zahl stieg bis 1933 auf 159 und belief sich 1939 auf 132. Sieben Jahre nach der Umbenennung des Dorfes 1938 in „Dreidorf (Ostpr.)“ kam es zur Sowjetunion.
Dort wurde der Ort nicht erneut umbenannt und gehörte laut den Karten zunächst zu Podgorny (Titschken), bevor er an Schdanki angeschlossen wurde.

### Schdanki
Der Ort Tilszenehlen wurde im Jahr 1947 in „Schdanki“ umbenannt und gleichzeitig in den Dorfsowjet Malomoschaiski selski Sowet im Rajon Sowetsk eingeordnet. Später gelangte der Ort in den Rakitinski selski Sowet. Von 2008 bis 2016 gehörte Schdanki zur städtischen Gemeinde Nemanskoje gorodskoje posselenije und seither zum Stadtkreis Neman.

## Kirche
Die Bevölkerung in Tilszenehlen/Tilschnehlen resp. Quellgründen sowie Pellehnen resp. Dreidorf war vor 1945 fast ausnahmslos evangelischer Konfession. Während Tilszenehlen in das  Kirchspiel der Kirche Lengwethen (der Ort hieß zwischen 1938 und 1946: Hohensalzburg, heute russisch: Lunino) eingepfarrt war, gehörte Pellehnen zur Kirche Ragnit (Neman). Beide waren Teil der Diözese Ragnit im Kirchenkreis Tilsit-Ragnit innerhalb der Kirchenprovinz Ostpreußen der Kirche der Altpreußischen Union. Heute liegt Schdanki im weitflächigen Einzugsbereich der in den 1990er Jahren neu entstandenen evangelisch-lutherischen Gemeinde in Sabrodino (Lesgewangminnen, 1938 bis 1946 Lesgewangen), die zur Propstei Kaliningrad (Königsberg) der Evangelisch-lutherischen Kirche Europäisches Russland gehört.